# Pólnoie Lapino
Pólnoie Lapino (en rus: Польное Лапино) és un poble de l'óblast de Tambov, a Rússia, segons el cens del 2010 tenia 51 habitants.